# Oleg Kononěnko
Oleg Dmitrijevič Kononěnko (rusky Олег Дмитриевич Кононенко, * 21. června 1964, Čardžou, Turkmenská SSR) je od března 1996 ruský kosmonaut, 473. člověk ve vesmíru. Roku 2008 absolvoval půlroční kosmický let na Mezinárodní vesmírnou stanici (ISS) jako člen expedice 17, v letech 2011–2012 pracoval na ISS podruhé v Expedici 30 a 31. Potřetí na ISS pracoval jako člen Expedice 44/45 v červenci – prosinci 2015 a poté ještě jednou od prosince 2018 do června 2019 jako člen Expedice 57/58/59. K pátému letu a dosud pokračujícímu letu na ISS se vydal v září 2023 jako člen Expedice 70 a přešel i do Expedice 71. Díky tomu se stal držitelem rekordu v celkové délce pobytu ve vesmíru a prvním člověkem, který ve vesmíru strávil více než 1000 dní. Během svých letů dosud sedmkrát vystoupil do otevřeného vesmíru.

## Mládí
Oleg Kononěnko se narodil v rodině řidiče Dmitrije Kononěnka žijící ve městě Čardžou v Turkmenistánu. Po ukončení střední školy jeden rok pracoval v místních leteckých dílnách. 
Vystudoval Charkovský letecký institut N. J. Žukovského se specializací na letecké motory. Poté se v CSKB Progress v Samaře zabýval zpracováním dokumentace elektroinstalací kosmických družic.

## Kosmonaut
V polovině devadesátých let projevil zájem o profesi kosmonauta, prošel nezbytnými lékařskými prohlídkami a 9. února 1996 byl státní meziresortní komisí doporučen na post kosmonauta CSKB. Dne 29. března 1996 zástupci Roskosmosu, RKK Eněrgija a Střediska přípravy kosmonautů (CPK) rozhodli o vybrání Kononěnka mezi kandidáty na kosmonauty za CSKB a 1. června téhož roku bylo změněno jeho zařazení v CSKB-Progress z „vedoucí inženýr-konstruktér“ na „zkušební kosmonaut“. V CPK absolvoval dvouletou všeobecnou kosmickou přípravu a 20. března mu byla přiznána kvalifikace „zkušební kosmonaut“. Od října 1998 se připravoval na let na Mir. K 5. lednu 1999 byl příkazem ředitele Roskosmosu převeden z CSKB Progress do RKK Eněrgija. Samarský podnik tak ztratil svého prvního a posledního kosmonauta.

### 1. kosmický let
V prosinci 2001 byl jmenován palubním inženýrem záložní posádky 3. návštěvní expedice na ISS, jeho velitelem byl Gennadij Padalka. Let Sojuzu TM-34 proběhl v dubnu 2002.
V březnu 2002 byl zařazen do hlavní posádky Expedice 9 s Padalkou a Michaelem Finckem, start byl plánován na podzim 2003. Po havárii Columbie prošly plány letů na ISS zásadní revizí, v jejímž průběhu Kononěnko z posádky vypadl.

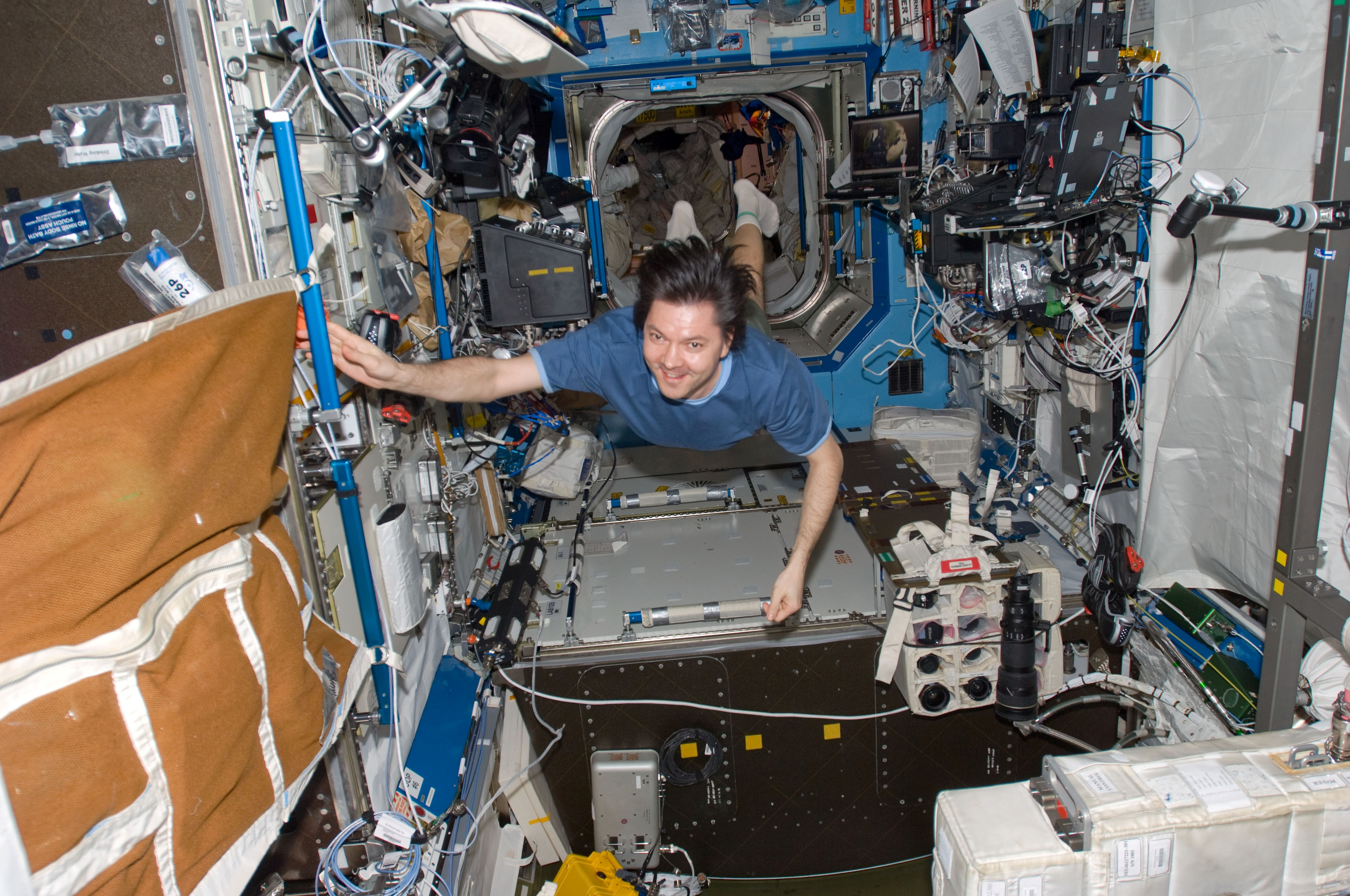
Oleg Kononěnko na palubě ISS v modulu Destiny, 15. října 2008

V únoru 2007 byl vybrán do Expedice 17 ve funkci palubního inženýra. Do vesmíru odstartoval 8. dubna 2008 v Sojuzu TMA-12 se Sergejem Volkovem a Korejkou I So-jon. I So-jon se záhy vrátila v Sojuzu TMA-11 se členy předcházející Expedice 16 a Volkov s Kononěnkem zůstali společně s Garrettem Reismanem na stanici. V červnu 2008 Reismanna nahradil Gregory Chamitoff. Během letu Kononěnko dvakrát vystoupil do vesmíru, celkem strávil v otevřeném kosmu 12 hodin a 12 minut. Po šesti měsících byli Volkov a Kononěnko vystřídáni dvojicí Michael Fincke, Jurij Lončakov a 24. října 2008 přistáli v Kazachstánu.

### 2. kosmický let
Oleg Kononěnko byl nominován jako velitel záložní posádky letu Sojuz TMA-02M, který k Mezinárodní vesmírné stanici odstartoval 7. června 2011. Zároveň se stal velitelem letu Sojuz TMA-03M s plánovaným startem 25. listopadu 2011. Členy posádky Sojuzu TMA-03M se stali ještě astronaut NASA Donald Pettit a nizozemský astronaut André Kuipers.
V souvislosti se sjednocením ruských oddílů kosmonautů odešel ze společnosti RKK Eněrgija a od 22. ledna 2011 je kosmonautem Střediska přípravy kosmonautů.
K druhému kosmickému letu odstartoval po několika odkladech 21. prosince 2011, s Pettitem a Kuipersem se o dva dny později připojil k posádce ISS, Expedici 30. Dne 16. února 2012 s Antonem Škaplerovem vystoupil na povrch stanice, výstup trval 6 hodin a 25 minut. Po odletu trojice déle sloužících kolegů koncem dubna byla expedice přečíslována na třicátou první, přičemž Kononěnko se stal velitelem stanice. V polovině května se k nim připojili Gennadij Padalka, Sergej Revin a Joseph Acabá, kteří přiletěli v Sojuzu TMA-04M. Z oběžné dráhy se na Zem trojice Kononěnko, Pettit, Kuipers vrátila 1. července, přistáli ve 4:47:43 UTC v kazašské stepi 148 km jihovýchodně od Džezkazganu. Let trval 192 dní, 18 hodin a 58 minut.

### 3. kosmický let
V prosinci 2012 byl jmenován do Expedice 44/45 na ISS, plánovanou na květen – listopad 2015. Do vesmíru vzlétl v Sojuzu TMA-17M společně s Kimijou Juim a Kjellem Lindgrenem. Start Sojuzu 22. července 2015 ve 21:03 UTC se vydařil, trojice kosmonautů zamířila k ISS. Na stanici pracoval ve funkci palubního inženýra pět měsíců, 11. prosince se ve stejné sestavě posádka Sojuzu TMA-17M vrátila na Zem.
Již v říjnu 2013 byl jmenován zástupce velitele oddílu kosmonautů pro vědu a výzkum, v listopadu 2016 se stal velitelem oddílu kosmonautů, při zachování pozice aktivního kosmonauta.

### 4. kosmický let
Od konce roku 2017 se připravoval na další vesmírnou misi, v roli záložního velitele lodi Sojuz MS-09 a velitele Sojuzu MS-11. V Sojuzu MS-11 odstartoval z Bajkonuru 3. prosince 2018, společně s Davidem Saint-Jacquesem a Anne McClainovou. Téhož dne se připojili ke stanici a zůstali zde jako členové Expedice 57/58/59 do 25. června 2019, kdy přistáli v kazašské stepi. Kononěnko během mise dvakrát vystoupil do otevřeného vesmíru.

### 5. kosmický let
Složení posádky Olega Kononěnka pro jeho pátý let bylo poprvé zveřejněno v květnu 2021 na webu Střediska přípravy kosmonautů J. A. Gagarina. Posádka poté prošla různými změnami na pozicích palubních inženýrů a došlo i k posunu data startu kvůli nutnosti ponechat Posádku Sojuzu MS-22 kvůli poruše její lodi na ISS místo 6 měsíců na celý rok. Z původně naplánované mise Kononěnkovy posádky (Nikolaj Čub a Loral O'Harová) v Sojuzu MS-23 se startem na jaře 2023 se tak stala mise na podzim 2023 v Sojuzu MS-24. Později navíc padlo rozhodnutí, že Kononěnko s Čubem na ISS nezůstanou pouze půl roku Expedice 70, ale celý rok během expedic 70 a 71. Jejich let tak potrvá 375 dní a oba se zařadí k dosavadním pouze 7 lidem, kteří při jednom letu strávili ve vesmíru celý rok. Kononěnko se navíc stane prvním člověkem v historii, který stráví při svých letech na oběžné dráze více než 1000 dní – po svém čtvrtém, dosud posledním letu, měl na kontě 736 dní 18, hodin a 45 minut a byl na šestém místě tabulky kosmonautů a astronautů podle celkového času stráveného ve vesmíru. Za zmínku stojí, že i třetí kosmonaut v historické tabulce nejdelších kumulovaných pobytů ve vesmíru je Rus. Jurij Malančenko strávil ve vesmíru celkem 827 dní, 9 hodin a 23 minut a Kononěnko ho předstihl 15. prosince 2023. A předtím s několikatýdenními odstupy zdolával postupně i nižší příčky, protože při startu 5. letu byl v pořadí celkových časů letů na šestém místě.
Start Sojuzu MS-24 z kazašského Bajkonuru se uskutečnil 15. září 2023 v 15:44:35 UTC. Loď po pouhých dvou obletech Země, tedy zhruba po třech hodinách, dorazila k ISS a v 18:53:32 UTC zakotvila.
Kononěnko 4. února 2024 v 08:30:08 UTC dosáhl celkového času trvání svých kosmických letů 878 dní, 11 hodin a 30 minut a vyrovnal tak dosavadní rekord v této disciplíně, který od skončení svého posledního kosmického letu v roce 2015 držel další ruský kosmonaut Gennadij Padalka. A 4. června 2024 ve 21:00 UTC jako první člověk v historii překonal hranici 1000 dní kumulované délky všech svých kosmických letů.
Kononěnko společně s Nikolajem Čubem absolvovali 25. října 2023 výstuo do volného prostoru, při němž mimo jiné provedli inspekci tepelného radiátoru na modulu Nauka, nainstalovali radarový komunikační systém a vypustili jeden nanosatelit. Výstup ukončili po 7 hodinách 41 minutách, celkový čas Kononěnkových "vycházek" dosáhl 39 hodin a 54 minut.
Velitel Expedice 70 Andreas Mogensen předal 10. března 2024 – několik hodin před svým odletem ze stanice – symbolický velitelský klíč Kononěnkovi, který se tak stal potřetí v kariéře velitelem ISS, tentokrát pro období Expedice 71.
Ke druhému společnému výstupu se Kononěnko s Čubem vydali už během Expedice 71. Modul Poisk opustili 25. dubna 2024 na 4 hodiny a 36 minut, aby dokončili dříve zahájené práce na komunikačním systému určeného k pozorování Země pro účely environmentálního managementu, kontroly životního prostředí a monitorování nouzových situací, a.umístili na povrch modulů nebo z nich sejmuli další experimenty a testy. Kononěnko se mimo stanici podíval celkem po sedmé, přičemž jeho výstupy trvaly celkem 44 hodin a 30 minut.

## Osobní život
Oleg Kononěnko je ženatý, má dvě děti.

## Tituly a vyznamenání
- Hrdina Ruské federace (5. února 2009),[1]
- Letec-kosmonaut Ruské federace (5. února 2009),[1]
- Řád „Hvězda prezidenta“ (9. února 2009; turkmenský),[1]
- Medaile Za zásluhy v osvojení vesmíru (12. dubna 2011),[1]
- Řád Za zásluhy o vlast IV. třídy (25. března 2014),[1]
- Řád Za zásluhy o vlast III. třídy (26. ledna 2017),[1]
- důstojník Řádu Oranžsko-Nassavského (prosinec 2016; nizozemský),[1]
- Hrdina Turkmenistánu (25. září 2019),[1]
- Medaile „Zlatý půlměsíc“ („Altyn Aj“; 25. září 2019).[1]